# Сату Ноу (Арад)
Сату Ноу (рум. Satu Nou) насеље је у Румунији у округу Арад у општини Мишка. Oпштина се налази на надморској висини од 97 m.

## Становништво
Према подацима из 2002. године у насељу је живело 857 становника.

### Попис2002.
| Расподела становништва по националности 2002.‍ | Расподела становништва по националности 2002.‍ | Расподела становништва по националности 2002.‍ | Расподела становништва по националности 2002.‍ | Расподела становништва по националности 2002.‍ |
| --------------------------------------------- | --------------------------------------------- | --------------------------------------------- | --------------------------------------------- | --------------------------------------------- |
|                                               |                                               |                                               |                                               |                                               |
| Румуни                                        | Румуни                                        |                                               | 54                                            | 6,3%                                          |
| Мађари                                        | Мађари                                        |                                               | 783                                           | 91,4%                                         |
| Роми                                          | Роми                                          |                                               | 5                                             | 0,6%                                          |
| Немци                                         | Немци                                         |                                               | 15                                            | 1,8%                                          |